# Borneo-Breitflossenhai
Der Borneo-Breitflossenhai (Lamiopsis tephrodes) ist eine Haiart aus der Familie der Requiemhaie (Carcharhinidae). Er kommt im westlichen Pazifik an der Nord- und Ostküste von Kalimantan vor und ist vor allem im Flachmeerbereich anzutreffen. 
Die Art wurde 1905 durch den  US-amerikanischen Zoologen Fowler beschrieben, später aber mit dem ebenfalls 1905 beschriebenen Lamiopsis temminckii synonymisiert. In letzter Zeit zeigten molekularbiologische Analysen aber, dass es sich doch um zwei Lamiopsis-Arten handeln muss.

## Aussehen und Merkmale
Der Borneo-Breitflossenhai erreicht eine Körperlänge von etwa 1,30 Metern und ist oberseits von hell schiefergrauer Grundfarbe, die Bauchregion ist weißlich. Der Übergang von grauer zu weißlicher Färbung am Kopf ist plötzlich und erstreckt sich vom Maulende über den Oberrand der Augen bis zum oberen Ende der ersten Kiemenspalte. Der Borneo-Breitflossenhai gleicht im Habitus dem Breitflossenhai. Wie bei diesem sind die zwei Rückenflossen fast gleich groß. Ein Interdorsalkamm fehlt. Namensgebend sind die breitbasigen Brustflossen. Der Kopf ist breit, abgeflacht und mittellang, ein Spritzloch fehlt. Die ersten drei Kiemenspalten sind gleich groß, die zwei folgenden etwas kleiner.